# Rapolano Terme
Rapolano Terme település Olaszországban, Toszkána régióban, Siena megyében. Lakosainak száma 5072 fő (2023. január 1.). Rapolano Terme Asciano, Castelnuovo Berardenga, Lucignano, Monte San Savino, Sinalunga, Trequanda és Bucine községekkel határos.

## Népesség
A település lakossága az elmúlt években az alábbi módon változott:
| Lakosok száma | 5256 | 5305 | 5072 |
|               | 2017 | 2018 | 2023 |